# Den flyende mannen
Den flyende mannen (originaltitel The Running Man) är en roman skriven av Stephen King under pseudonymen Richard Bachman. Boken kom ut 1981 och gavs ut i svensk översättning 1988.
Handlingen utspelar sig i framtidens USA där skräcken härjar med stora klasskillnader. På TV sänds "Tävlingarna" där deltagaren exempelvis antingen kan vinna pengar eller förlora en kroppsdel. Ju farligare tävlingar, desto större vinster i potten. Tävlingen med de högsta vinsterna, och den som bokens huvudperson Ben Richards deltar i, är Den Flyende Mannen, där deltagaren vinner mer pengar ju längre han lyckas hålla sig undan de jägare som är ute efter att oskadliggöra honom. Vinstpengarna går till hans efterlevande eftersom han inte förväntas överleva.
Romanen filmatiserades 1987 med Arnold Schwarzenegger i huvudrollen, se artikeln The Running Man. Filmen skiljer sig i stora delar från boken. Stephen King uppger själv att romanen skrevs på lite över 70 timmar och publicerades utan större ändringar.